# Saint-Antoine (Maupassant)
Saint-Antoine est une nouvelle de Guy de Maupassant, parue en 1883 dans Gil Blas. Elle met en scène un paysan du pays de Caux qui est obligé de loger un soldat prussien pendant la guerre franco-prussienne en 1870. Le contexte historique de la nouvelle rappelle Boule de suif.

## Historique
Saint-Antoine est initialement publiée dans la revue Gil Blas du 3 avril 1883, sous le pseudonyme Maufrigneuse, puis dans le recueil Contes de la bécasse. 
La nouvelle est dédiée à Xavier Charmes, directeur au ministère de l'instruction publique, à qui l'auteur devait d'être entré dans ce ministère sur intervention de Flaubert.

## Situation Initiale
Le narrateur est omniscient à l'histoire : « On l'appelait Saint-Antoine, parce qu'il se nommait Antoine, et parce qu'il était bon vivant ».

## Résumé
Antoine est un grand paysan du pays de Caux, . Il est veuf et vit avec sa servante et ses deux valets ; cependant ses deux fils et ses trois filles, mariés, venaient lui rendre visite une fois par mois. On le surnomme Saint-Antoine parce qu’il est bon vivant, joyeux, farceur, gros mangeur et fort buveur mais coureur de jupons. Arrive l'invasion prusienne de 1870, le maire du village lui impose de loger un soldat prussien. Ce dernier ne parlant pas un mot de français, Antoine le surnomme " mon cochon " pour faire rire les villageois et entreprend de l'engraisser en lui imposant de manger beaucoup de cochon et boire beaucoup d'eau de vie. Quand il sort du village, il emmène son prussien et l'appelle "mon cochon" devant les paysans hilares. Un soir où les deux hommes ont beaucoup bu d'eau de vie, ils se battent et Antoine assomme le Prussien. Antoine le croit mort, il le cache sous un tas de fumier. Antoine mécontent, le transperce avec sa fourche et le tue. De peur d'être arrêté, il l'ensevelit de nouveau et plus profondément cette fois, sous la terre. 
Le jour d'après, il alla voir les officiers pour annoncer que son soldat a disparu. Les officiers arrêteront et fusilleront un vieux gendarme en retraite, qui avait une magnifique fille et qui tenait une auberge dans le village voisin.

## Structure narrative et étude des rythmes
Le récit dure plusieurs jours. On peut observer l'utilisation de scènes et d'ellipses "chaque jour", "un matin", "dès lors".

## Thèmes et registres
1) Il y a une satire des paysans normands. En effet, Saint-Antoine est présenté comme un vrai normand, couard, fanfaron et hâbleur. C'est un puissant mangeur et un fort buveur, gros de poitrine et de ventre. 
2) Le narrateur se moque de la façon dont les normands parlent :"hein v'là d'la fine", "t'en bois pas comme chez toi, mon cochon, en v'là d'la fine, il faudra que j'en mange, nom de dieux", "Qué qu't'as donc, sale rosse?", "à c't' heure".

## Éditions
- Saint-Antoine, dans Maupassant, Contes et Nouvelles, tome I, texte établi et annoté par Louis Forestier, éditions Gallimard, Bibliothèque de la Pléiade, 1974  (ISBN 978 2 07 010805 3).
- Saint-Antoine, dans Maupassant, Contes de la Bécasse, éditions folio classique  (ISBN 978-2-07-040924-2)